# Condate snelleni
Condate snelleni är en fjärilsart som beskrevs av Semper 1901. Condate snelleni ingår i släktet Condate och familjen nattflyn. Inga underarter finns listade i Catalogue of Life.